# Hrabstwo Butler (Missouri)

Piramida wieku hrabstwa

Hrabstwo Butler – hrabstwo położone w USA w stanie Missouri z siedzibą w mieście Poplar Bluff. Założone w 1849 roku.

## Miasta
- Harviell (CDP)
- Fisk
- Neelyville
- Poplar Bluff
- Qulin

## Sąsiednie Hrabstwa
- Wayne
- Stoddard
- Dunklin
- Clay
- Ripley
- Carter

## Drogi główne
- U.S. Route 60
- U.S. Route 67
- U.S. Route 160
- Route 51
- Route 53
- Route 142